# Анангу (народ)

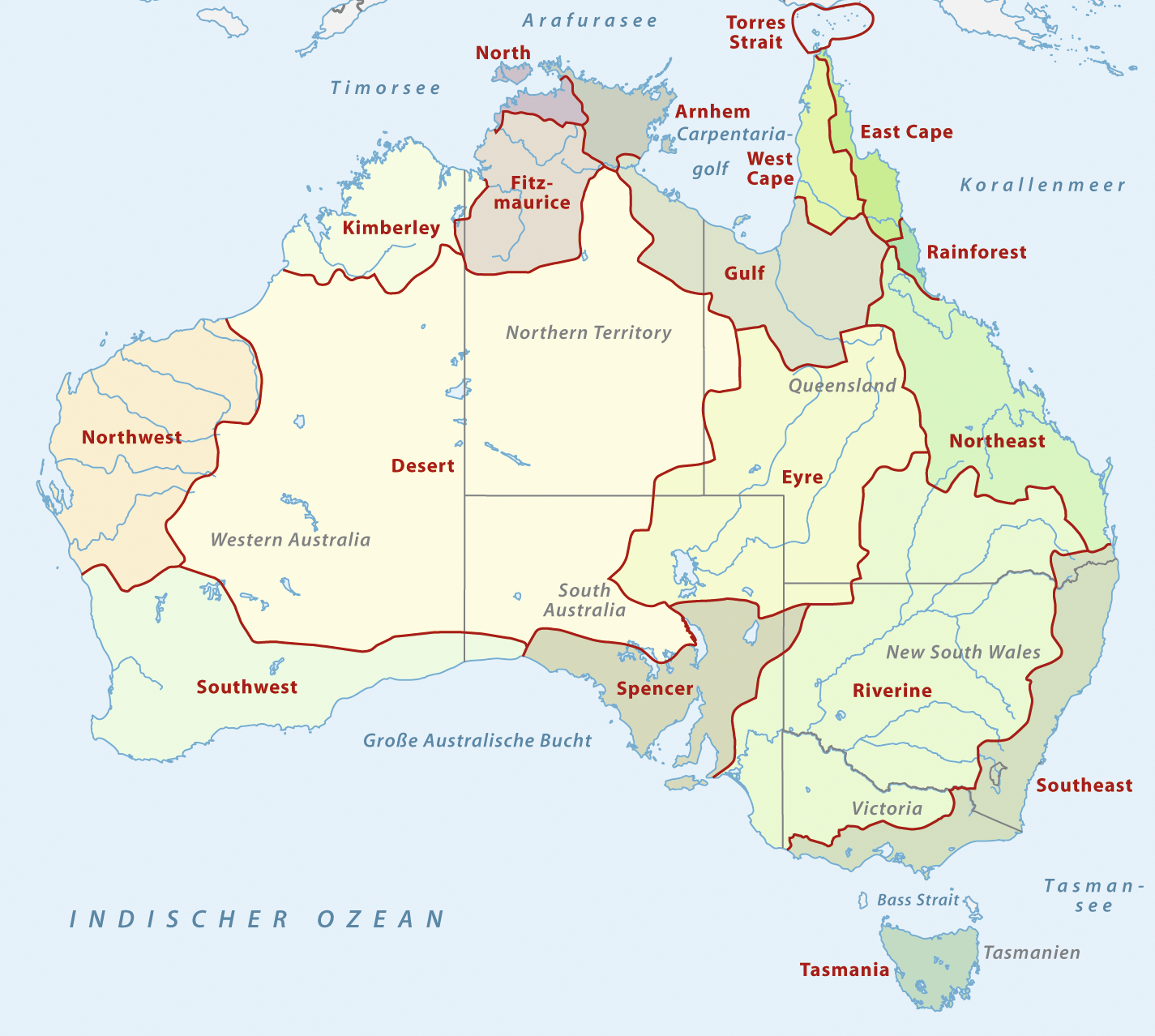
Мапа культурних регіонів австралійських аборигенів

Ананґу — самоназва, що використовується членами декількох груп австралійських аборигенів, наближених до культурного блоку західних пустель. Термін, який охоплює декілька різних племен або народів, зокрема групи нґанджатчарра, пітчантчатчара та янкуніятчатчара, вимовляється з наголосом на першому складі:[ˈaɳaŋʊ].

## Термін
Первісним значенням цього слова було «людина, особа», «людське тіло» у ряді східних різновидів мов західних пустель (що входять у групу пама-нюнганських мов), зокрема у пітчантчатчара та янкуніятчатчара. Зараз воно використовується як самоназва великою кількістю народів. Термін дуже рідко або ніколи не застосовується до людей, які не є аборигенами. Він став використовуватися також як екзонім австралійців, які не є аборигенами, для позначення груп, що говорять мовами західних пустель.
Що стосується розповсюдження та написання терміна, у наступній таблиці показані основні діалекти мов західних пустель, у яких він використовується (лівий стовпчик), а також слово, написане відповідно до орфографії цього діалекту (правий стовпчик).
| пітчантчатчара, пінтубі-лурітья   | aṉangu   |
| південна тітьїкала, нґанджатчарра | yarnangu |
| янкуніятчатчара                   | yaṉangu  |

## Місце проживання
Ананґу живуть насамперед у центрально-західній пустелі, на південь від традиційних земель народів Аранда та Варльпірі.

## Культура
Інма — це жіноча церемонія ананґу, яка передбачає пісні й танці та втілює в собі сюжети та образи тюкуррпи,  може тривати годинами. Існує багато різновидів інми, які мають глибоке значення для культури. 

## Проект «Ара-ірітітча»
Aṟa Irititja (в перекладі «історії давнього часу» ) — це проект однойменного об'єднання австралійських аборигенів, який співпрацює з Південно-австралійським музеєм та органом самоврядування аборигенів Ананґу пітчантчатчара янкуніятчатчара в  місцевості Умува. . Проект започаткований у 1994 році з метою повернення предметів, які мають культурну цінність, що були вивезені протягом багатьох років  із земель Нґанджатчарра, Пітчантчатчара та Янкуніятчатчара. Сюди входять культурні артефакти, фотографії, фільми та звукозаписи. Деякі опинилися в архівах державних установ, а інші були запаковані у скриньки та забуті. До 2018 року завдяки Ара Іритітча відстежила сотні тисяч предметів та зробила їх доступними за допомогою інтерактивного програмного забезпечення, зберігаючи їх у цифровому архіві. Каталог вбудований в програмне забезпечення, і ананґу можуть орієнтуватися в базі даних, додавати інформацію, розповіді та роздуми та попереджати адміністраторів про певні елементи, які потребують обмеженого доступу. Це дає можливість ананґу контролювати те, як їх історія та культура подаються світові. 
Aṟa Irititja - одне з десяти корінних асоціацій, що належать корінним жителям, які створили у 2013 Колективний мистецький центр аборигенів ананґу.  